# Cupa Moldovei 1996-1997
La Cupa Moldovei 1996-1997 è stata la sesta edizione della coppa nazionale disputata in Moldavia giocata tra l'autunno 1996 e la primavera del 1997. Vincitore della competizione è stato lo Zimbru Chișinău che ha conquistato il diritto a partecipare alla Coppa delle Coppe 1997-1998.

## Quarti di Finale
Il turno di andata fu disputato il 9 marzo, quello di ritorno il 2 aprile 1997.
| Squadra 1              | Totale | Squadra 2        | Andata | Ritorno |
| ---------------------- | ------ | ---------------- | ------ | ------- |
| Nistru Otaci           | 5-4    | Roma Bălți       | 0-0    | 5-4 dr  |
| Olimpia Bălți          | 5-4    | Ciuhur           | 4-0    | 1-4     |
| Tiligul-Tiras Tiraspol | 10-1   | Dumbrava Cojușna | 9-0    | 1-1     |
| Speranța Nisporeni     | 1-2    | Zimbru Chișinău  | 1-1    | 0-1     |

## Semifinale
Il turno di andata fu disputato il 16 aprile, quello di ritorno il 30 aprile 1997.
| Squadra 1              | Totale | Squadra 2       | Andata | Ritorno |
| ---------------------- | ------ | --------------- | ------ | ------- |
| Tiligul-Tiras Tiraspol | 2-4    | Zimbru Chișinău | 2-3    | 0-1     |
| Nistru Otaci           | 2-1    | Olimpia Bălți   | 1-0    | 1-1     |

## Finale
La finale fu disputata il 14 maggio 1997.
| Chișinău | Zimbru Chișinău | 7 – 6 | Nistru Otaci |  |